# 金剛智

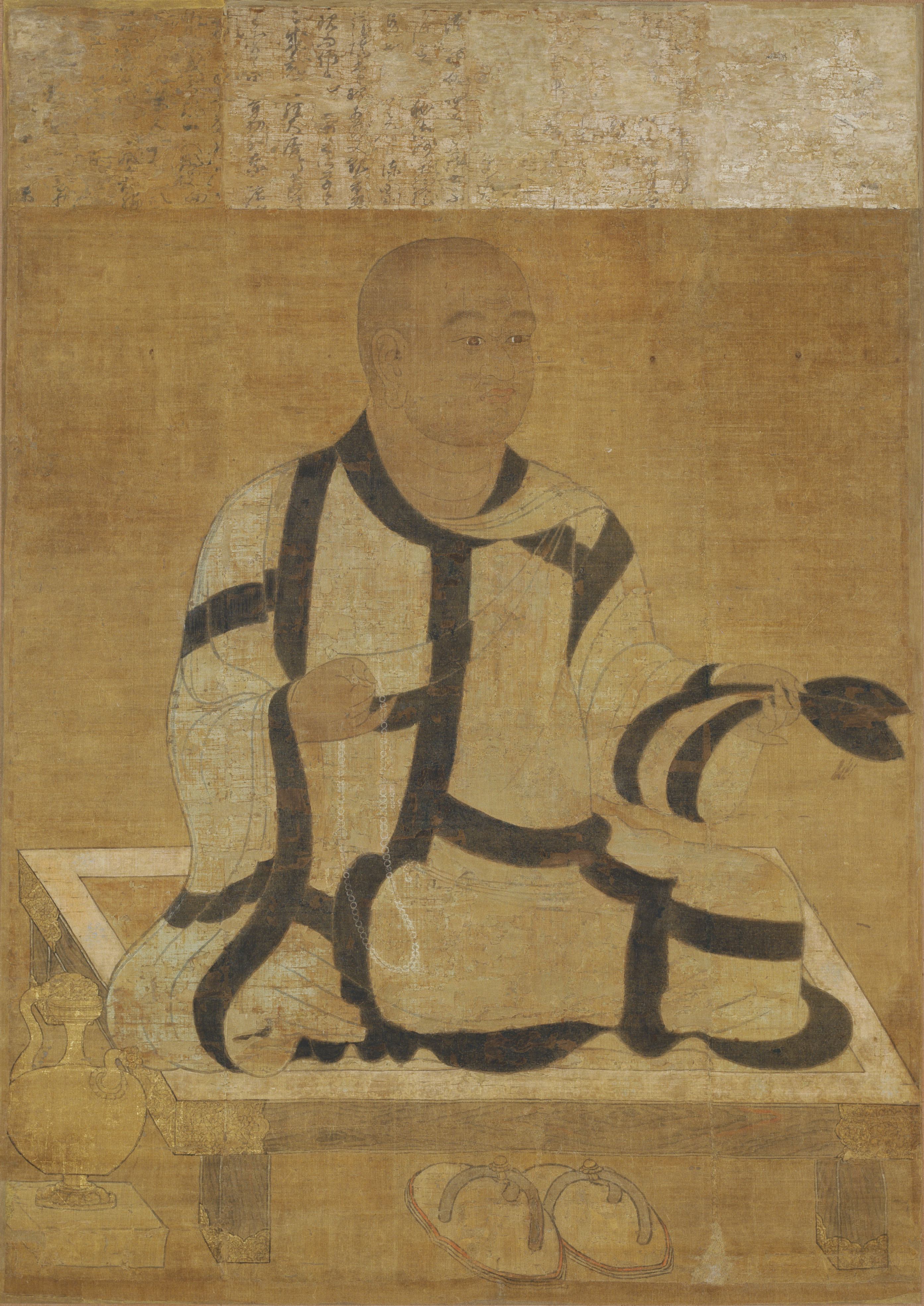
金剛智（奈良国立博物館所蔵『真言八祖像』のうち）

金剛智（こんごうち、梵: Vajrabodhi、671年 - 741年9月29日（開元29年8月15日））は、音訳では跋日羅菩提といい、中国密教の祖師であり、開元三大士の一人である。訳経僧でもある。主に『金剛頂経』系の密教を伝えた。真言八祖の中では、「付法の八祖」で第五祖、「伝持の八祖」では第三祖とする。

## 生涯

### インド
金剛智は、南インドの摩頼耶（マラヤ）国（現在のケーララ州のあたり）の人で、バラモン種の生まれである。10歳の時にナーランダ僧院に入り出家した。寂静智の下で文法学（声明）を学んだ。15歳の時に西インドに遊方し、4年間かけて法称（ダルマキールティ）の論理学（因明）に関する著作を学び、ナーランダ僧院に戻った。20歳の時に具足戒を受けた。
その後6年間、大乗・小乗の各種の戒律を学び、『般若灯論』『百論』『十二門論』等の論書をも学習した。28歳の時、カピラ城に向かい、勝賢論師に就いて『瑜伽師地論』『唯識論』『弁中辺論』を学んだ。
3年を経て31歳の時、南インドに向かい、龍樹菩薩の弟子である龍智に就いて、7年の間師事し、龍智の下で『金剛頂瑜伽経』『毘盧遮那総持陀羅尼法門』等の密教の経典を学んだ。また、各種の五明の論書をも学び、並に五部灌頂を受けた。顕密の奥旨に達した金剛智は、師父である龍智の元を辞して、中インドに戻った。
その後、南インドが大旱魃に陥った時、その国王の求めに応じて、金剛智は再び南インドを訪れ請雨を行なった。その後、国王は金剛智のために寺院を建立した。3年後、金剛智はスリランカに向かいアヌラーダプラで師子国（スリランカ）の王の厚遇を受けた後、仏歯や仏足石などの仏跡を巡拝した。戻った後、東方に向かう準備を始めた。

### 中国
南インドの国王は使者を派遣して金剛智を護送させ、並に数多の経典や梵夾、数多の珍宝を携えさせた。海路よりスリランカ・ジャワ等、20余国を経て、艱難辛苦の果て、3年を経て、719年（開元7年）に、遂に広州に到達した。時の節度使は数百艘の船を派遣して出迎えた。
翌年（720年）の初め、東都洛陽に到達した。その後、両京で伝教につとめた。前後して大慈恩寺・大薦福寺・資聖寺などの大寺で、或いは壇場を建立し、或いは経典を翻訳し、また、四衆を化導した。
741年（開元29年）、帰国を思い立ったが病いに倒れ、洛陽で没した。諡は大弘教三蔵。743年（天宝2年）、西龍門に塔を建立した。

## 訳著
- 『金剛頂瑜伽中略出念誦経』（即ち『瑜伽念誦法』）4卷
- 『七倶胝仏母准提大明陀羅尼経』（即ち『七倶胝陀羅尼』）1卷
- 『曼殊室利五字心陀羅尼』1卷
- 『観自在瑜伽法要』1卷
- 『金剛頂経瑜伽修習毘盧遮那三摩地法』1卷
- 『千手千眼観世音菩薩大身咒本』1卷
- 『千手千眼観自在菩薩広大円満無礙大悲心』1卷
- 『陀羅尼咒本』1卷
- 『不動使者陀羅尼秘密法』1卷

## 法嗣
- 不空金剛
- 大興善寺沙門一行